# Ciemino (powiat słupski)
Ciemino (kaszb. Cemino, niem. Zemmin) – wieś w Polsce położona w województwie pomorskim, w powiecie słupskim, w gminie Główczyce.
W latach 1975–1998 miejscowość administracyjnie należała do województwa słupskiego.

## Nazwa
Nazwa, wzmiankowana po raz pierwszy w formie Cemin w 1436, ma genezę słowiańską i charakter topograficzny. Powstała przez dodanie do pomorskiej nazwy pospolitej *tьma „ciemność, mrok” (por. stpol. ćma „ciemność”, płb. ťåmă „ciemność”) formantu *-ъno lub jest nazwą pierwotną wyprowadzoną z nazwy pospolitej *tьmno „ciemne, zaciemnione miejsce”. Friedrich Lorentz odnotował formy nazwy w lokalnych gwarach słowińskich: Cìe̯mjinɵ, Cìę̯mjinɵ, Cì·mjinɵ wraz z nazwami mieszkańców – zarówno z pominiętym formantem -in-: Cìę̯mjȯu̯n : Cìę̯mjȯu̯n : Cì·mjȯu̯n, Cìę̯mjȯu̯nkă : Cìę̯mjȯu̯nkă : Cì·mjȯu̯nkă „cieminianin, cieminianka”, jak i w postaci pełnej: Cìe̯mjińȯu̯n : Cìę̯mjińȯu̯n : Cì·mjińȯu̯n, Cìe̯mjińȯu̯nkă : Cìę̯mjińȯu̯nkă : Cì·mjińȯu̯nkă „ts.”. Niemiecka nazwa Zemmin jest adaptacją fonetyczną pierwotnej nazwy słowiańskiej z przemieszaniem formantów -in- i -no-, oddanym także we współczesnej polskiej formie Ciemino w miejscu spodziewanej *Ciemno.
Rada Języka Kaszubskiego proponuje kaszubską formę nazwy Cemino.

## Historia
Pierwsza wzmianka o wsi pochodzi z 1401 roku. Zabudowa powstała na planie wielodrogowym. Od 1519 roku wieś była własnością von Stojentinów, drogą dziedziczenia w 1634 roku przeszła w ręce Albrechta von Puttkamera. Następnie Ciemino zostało przejęte przez ród von Zitzewit. Pod koniec XVIII wieku we wsi był jeden folwark i powstał drugi nazywany Neuhof (czyli Zgierz) jak i 21 dymów. Jeszcze wtedy używano żywo mowy kaszubskiej. W 1846 roku dobra kupił Eugen von Weiher. Ostatnimi posiadaczami majątku ciemińskiego byli Margarete von Puttkamer, z domu Weiher i jej mąż Eugen, który przeprowadził się tu z rodziną z Główczyc.
We wsi znajduje się dawny murowany dwór późnoklasycystyczny z połowy XIX wieku, później nieco przebudowany. W okolicy dworu znajduje się stara aleja wysadzana lipami i jesionami. Podobna aleja prowadzi z Ciemina do wsi Rzuszcze. Przy dworze znajduje się pięcioklepiskowa stodoła ryglowa wypełniona gliną, z około połowy XIX wieku. W pobliżu wsi znajduje się obszar ochrony ścisłej Ciemińskie Błota.